# Haustorij
Haustorij, visoko modificirana stabljika ili korijen parazitske biljke ili specijalizirana grana ili cijev koja potječe od dlakolike niti (hifa) gljive. Haustorij prodire u tkiva domaćina i apsorbira hranjive tvari i vodu. Kod parazitskih biljaka, kao što su vilina kosa (Cuscuta), imela (Viscum), žuta imela (Loranthus), imelica (Arceuthobium) i dr.,  haustorij formira vaskularni spoj s biljkom domaćinom kako bi preusmjerio hranjive tvari domaćina.
Riječ haustorium također se koristi za označavanje određenih tipova stanica u biljnoj embriologiji. Afrička porodica slatkovodnih školjkaša Mutelidae ima parazitski stadij ličinke koji se naziva haustorij.

## Poveznice
- Korijen